# Pierre Dionisi
Pierre Georges Vielledent, llamado Dionisi (París , 1904 - Le Revest-les-Eaux(Var) ,1976)  fue un artista corso.

## Biografía
Originario de Córcega  (Chigliacci de Campulori), hijo de un Dionisi, su apellido era Vielledent, recibió el Premio de Roma de pintura a los 19 años por su Christ en Croix (Cristo en la cruz). Permaneció pensionado en Roma durante el periodo comprendido entre 1924 y 1927.
Sobresalen particularmente las pinturas que realizó para la decoración de la pared de la sala de bodas del Ayuntamiento de Puteaux, inaugurado en 1934.
En el año 1936-1937 se encargó de la decoración de una de las puertas de la Exposición de París, realizando un relieve en yeso pintado, que representa las figuras alegóricas de la pintura y la escultura. Conservado en la colección del Centro Pompidou de París.
Córcega ha inspirado en gran medida sus obras; junto a otros pintores contemporáneos de la isla como Lucien Peri, Francois Corbellini, y Jean-Baptiste Pekle marcó el renacimiento artístico en la Corcega de posguerra; también fue escultor.